# Alexis Fabre
Pour les articles homonymes, voir Fabre.
Alexis Fabre, né le 7 avril 1907 au Crès (Hérault) et mort le 5 avril 1989 à Peyriac-de-Mer (Aude), est un homme politique français.

## Biographie
Alexis Fabre est avocat au Barreau de Narbonne,
Vigneron, maire de Peyriac-de-Mer. Il est élu député en 1948.

## Détail des fonctions et des mandats
Mandats parlementaires
- 21 décembre 1948 - 4 juillet 1951 : Député de l'Aude
- 17 juin 1951 - 1er décembre 1955 : Député de l'Aude